# Fremo Cuncunà

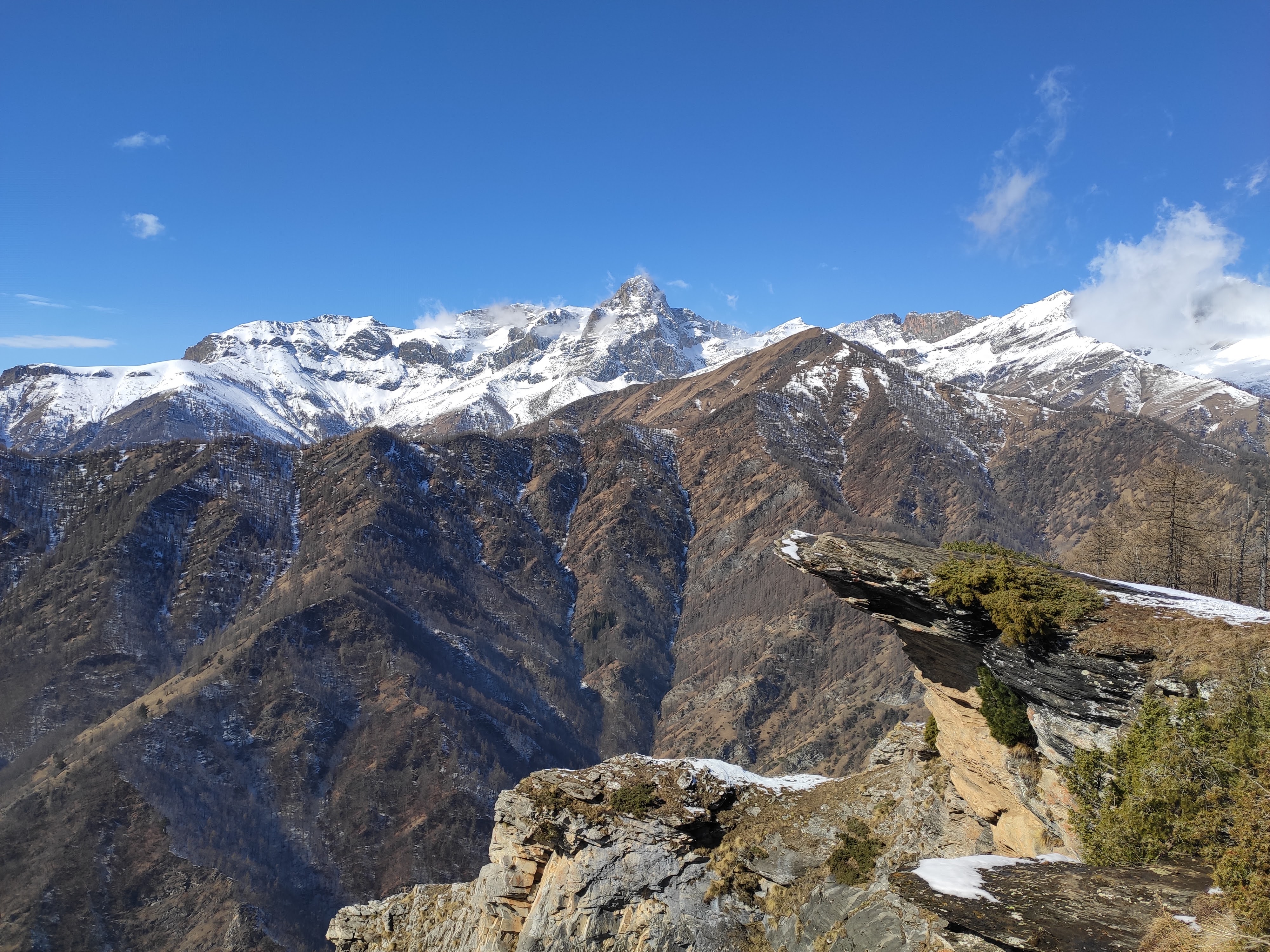

Fremo Cuncunà è un punto panoramico situato sul colle San Giovanni, ad Elva, un piccolo comune in provincia di Cuneo.
La sua fama è dovuta alla presenza di un’affascinante roccia a strapiombo sulla valle Maira, che offre un punto panoramico eccezionale con la possibilità di ammirare alcune tra le vette più alte e significative della provincia di Cuneo (da Nord-Ovest e poi in senso antiorario il Monte Pelvo, il Monte camoscere, il Monte Chersogno, Rocca la Marchisa, e ancora continuando verso sud, il Monte Oronaye, Rocca la Meja, e il Monte Tibert).

## Origine del nome
In lingua occitana, il nome “Fremo Cuncunà” significa “Donna accovacciata” poiché, ammirando dal vallone di Elva la famosa roccia e le altre su cui poggia, si può scorgere l’immagine di una figura femminile chinata.

## Come arrivare a Fremo Cuncunà
La località si può raggiungere in auto, salendo dal comune di Stroppo, fino nei pressi del Rifugio Escursionistico “La Sousto dal Col”, dopo di che è possibile seguire un semplice sentiero ben segnalato e in discesa per arrivare alla famosa roccia a strapiombo.